# Brisas del Plata
Brisas del Plata es una localidad balnearia uruguaya del departamento de Colonia.

## Ubicación
El balneario se encuentra localizado en la zona sureste del departamento de Colonia, sobre las costas del Río de la Plata, y al oeste de la desembocadura del arroyo Cufré en el mencionado río.

## Población
Según el censo del año 2011 el balneario cuenta con una población permanente de 27 habitantes, número que se ve incrementado en los meses de verano debido al turismo.
| 4             | 16 | 12 | 16 | 19 | 27 |
| (Fuente: INE) |    |    |    |    |    |